# Contrat fédéral (football)
Pour les articles homonymes, voir Contrat fédéral.
Le contrat fédéral est une formule permettant en France la rémunération financière de footballeurs non professionnels. Son usage est limité aux clubs évoluant en National, National 2, National 3 et de régional 1, ainsi qu'aux joueuses de D1, D2 et D3 depuis la saison 2024-2025. Les modalités de ce contrat semi-professionnel sont validées pour les joueurs masculins par le syndicat des joueurs professionnels français (UNFP) qui revalorisent chaque saison les minima salariaux.

## Rémunération

### Hommes
Les rémunérations minimums brutes des joueurs sous contrat fédéral sont fixées selon un barème de points en fonction de la division dans laquelle ils évoluent et de divers cas, hors primes, sans plafond. La valeur du point de rémunération est de 14,95 € brut pour la saison 2021-2022. Trois cas sont possibles :  
- Cas no 1 : le joueur qui était la saison précédente ou la saison en cours sous contrat professionnel ou Élite au sens de la Charte du football professionnel ;
- Cas no 2 : le joueur  qui  dans  son  cursus  a  été  au  moins  une  fois  sous  contrat professionnel ou  Élite  au  sens  de  la  Charte  du football  professionnel ou  joueur venant d’une association nationale étrangère et soumis à l’obligation de signer un contrat ;
- Cas no 3 : les autres joueurs.

Barème de rémunération mensuelle minimum (temps plein): 
- Cas no 1 : 270 points quelle que soit la division soit 4 036,50 € bruts mensuels pour la saison 2021-2022 ;
- Cas no 2 : 180 points quelle que soit la division soit  2 691 € bruts mensuels pour la saison 2021-2022 ;
- Cas no 3 : 
  - 130 points en National, soit 1 943,50 €
  - 120 points en National 2, soit 1794 €
  - 110 points en National 3, soit 1644,50 €
  - en Régional 1, 1561,06 € (SMIC au minimum).

### Femmes
Le salaire brut minimum annuel est de 12,5 fois le salaire minimum mensuel conventionnel. Le contrat peut être conclu pour un plein temps ou pour un temps partiel, et au minimum à mi-temps.

## Joueurs concernés

### Hommes
Limité à l'origine (années 1990) à quelques joueurs par clubs, le contrat fédéral est proposé en National, National 2, National 3 sauf exceptions (encadrement de la masse salariale des clubs par exemple) à l'ensemble des joueurs. Il est également possible pour des clubs de Régional 1 de signer cinq joueurs sous contrat fédéral.
Seuls les clubs n’ayant pas le statut professionnel, au sens du Règlement Administratif de la Ligue de Football Professionnel, qui participent au Championnat National, National 2, et National 3 et à la première division de Ligue Régionale (Régional 1 en France métropolitaine et la Division d'Honneur de la Réunion) ont le droit de signer des joueurs sous contrat fédéral dans l’équipe première du club.
Les joueurs fédéraux ou les joueurs prêtés peuvent jouer dans la première équipe réserve du club dans le respect des dispositions des Règlements Généraux de la FFF. Le contrat fédéral est obligatoirement conclu à temps plein en National (35 heures par semaine).
Les joueurs sous contrat fédéral ne bénéficient toutefois pas des avantages du statut professionnel (droit à la retraite et minimum salarial équivalent aux joueurs pros). Cependant, les joueurs de National ayant un contrat fédéral peuvent vivre confortablement de leurs revenus comme les joueurs professionnels de la division (qui peuvent atteindre, voir dans quelques cas, dépasser le salaire moyen d’un joueur de ligue 2 10 000/20 000 € bruts par mois)[réf. nécessaire] pour les mieux rémunérés, mais n'étant pas pleinement professionnels, ils sont considérés comme amateurs. De fait, ce sont plutôt des semi-professionnels, même si ce terme d'usage courant dans les pays anglo-saxons est peu utilisé en France. 

### Femmes
Depuis un vote du conseil fédéral de la FFF, le 5 mars 2009, il est possible de faire signer des contrats fédéraux aux joueuses des clubs des deux premières divisions de football féminin (D1 et D2) ainsi que en D3 depuis la saison 2024-2025.
Pour les femmes, il n'existe pas en juin 2023 de statut professionnel. Ce contrat est possible pour l'ensemble des joueuses françaises évoluant en D1 (Championnat de France féminin de football), avec un maximum de trois joueuses étrangères hors UE par club. Dans les clubs de division 2, un maximum de 12 joueuses est possible